# 이정구 (군인)
이정구(1976년 5월 1일~)는 대한민국의 군인으로, 대한민국 해병대 소속이다.

## 생애
이정구는 1976년 5월 1일 경상북도 군위군(現 대구광역시 군위군)에서 출생했다. 어렸을 때부터 해병대 입대를 지망했으나 대구 경신고등학교 재학 시절 계단에서 굴러 넘어지는 사고로 뇌 수술을 받게 되어 해병대에 입대하지 못할 뻔하였다. 하지만 군인의 꿈을 포기하지 않고 해병대에 지원하여 입대에 성공하게 되었고, 원래 해병대에 병사로 입대하려고 했지만 뇌 수술 이력이 있어서 불합격되는 바람에 1998년 해병대 부사관으로 입대했다고 한다. 대구에서 쌀집을 운영하는 부모님에 반대에도 몰래 해병대 부사관에 지원한 뒤 합격후 입대 3일전에 알렸고 2002년 전역하는 단기였지만 장기복무와 동시에 진급 명단에 올랐다. 현재 계급은 상사이며, 해병대사령부 특수수색대대 본부행정관으로 복무 중이다. 

## 방송
- 해병만들기
- 인간극장
- 진짜 사나이

## 학력
- 대구경신고등학교(졸업)
- 경주대학교(졸업)

## 방송 출연
- 2001년 - KBS2 《인간극장》-해병대 DI
- 2015년~2016년 - MBC 《진짜 사나이 해병대 특집》-수색대대 교관